# Mónika Lamperth
Dans le nom hongrois Lamperth Mónika, le nom de famille précède le prénom, mais cet article utilise l’ordre habituel en français Mónika Lamperth, où le prénom précède le nom.
Mónika Lamperth ([ˈmoːnikɒ], [ˈlɒmpɛɾt]), née le 5 septembre 1957 à Bácsbokod, est une femme politique hongroise membre du Parti socialiste hongrois (MSzP).

## Biographie
Elle est élue députée à l'Assemblée nationale dès les premières élections libres, en 1990. À la suite des élections législatives de 2002, elle devient le 26 mai ministre de l'Intérieur dans le gouvernement de l'indépendant de centre-gauche Péter Medgyessy.
Reconduite par le socialiste Ferenc Gyurcsány le 4 octobre 2004, elle est nommée ministre des Affaires locales et du Développement régional le 9 juin 2006, environ deux mois après les élections législatives. Lors du remaniement organisé le 30 juin 2007, elle prend la direction du ministère du Travail et des Affaires sociales.
Elle est remplacée lors du remaniement du 30 avril 2008 et quitte deux ans plus tard la vie politique.